# Teruki Origuchi
Teruki Origuchi (折口 輝樹 Origuchi Teruki?), född 21 maj 2001 i Aichi prefektur, är en japansk fotbollsspelare.
Origuchi började sin karriär 2019 i Cerezo Osaka.